# Darren Archibald
Darren Archibald (* 9. Februar 1990 in Newmarket, Ontario) ist ein kanadischer Eishockeyspieler, der seit Juli 2025 beim ungarischen Klub Fehérvár AV19 aus der ICE Hockey League unter Vertrag steht und dort auf der Position des rechten Flügelstürmers spielt. Zuvor absolvierte Archibald über 450 Partien in der American Hockey League (AHL) und bestritt darüber hinaus 55 Spiele für die Vancouver Canucks und Ottawa Senators in der National Hockey League (NHL).

## Karriere

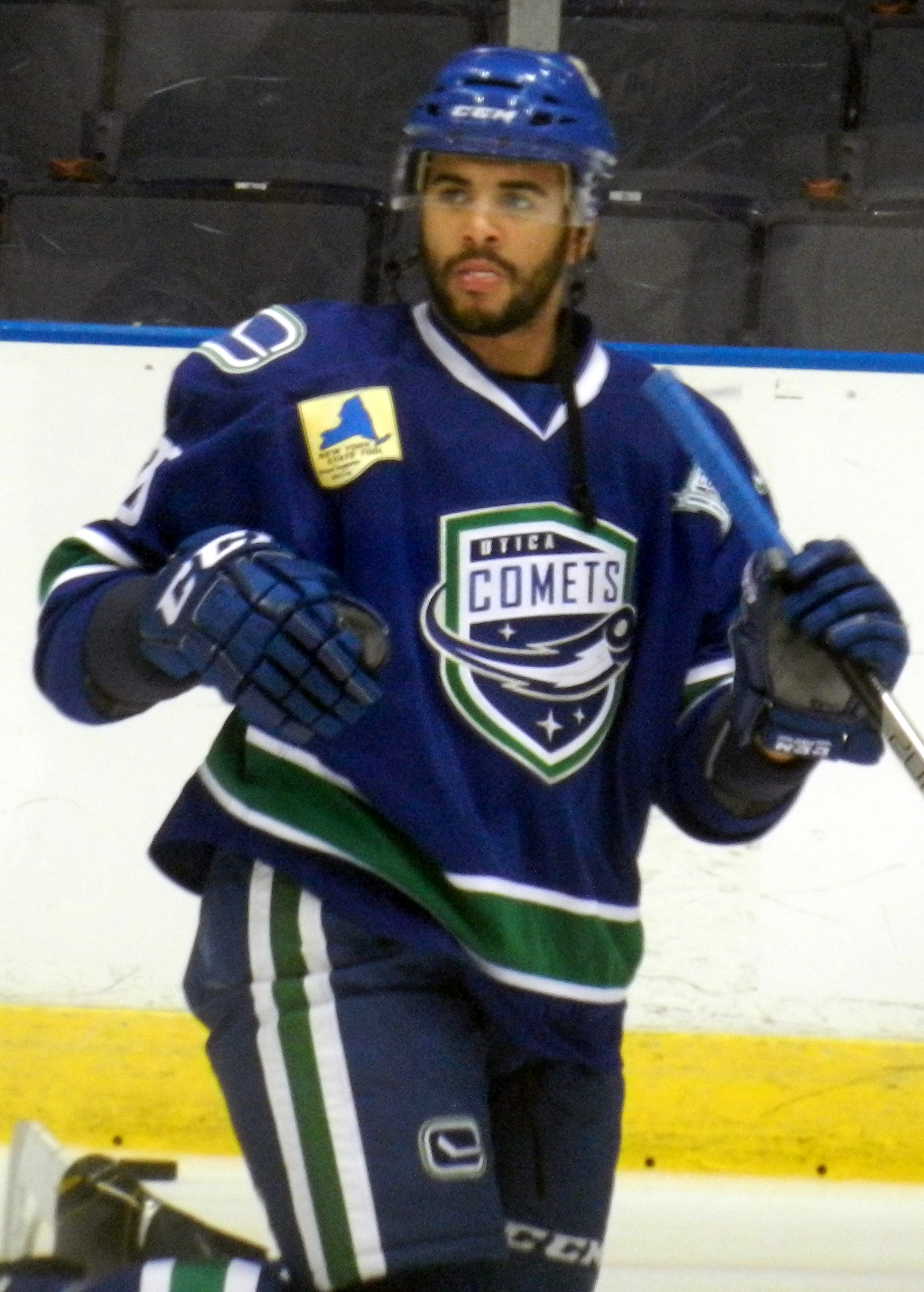
Archibald im Trikot der Utica Comets (2013)

Archibald spielte während seiner Juniorenzeit zunächst zwischen 2007 und 2008 für die Stouffville Spirit in der Ontario Junior Hockey League (OJHL), ehe er zur Saison 2008/09 von den Barrie Colts aus der Ontario Hockey League (OHL) unter Vertrag genommen wurde. Dort verbrachte der Flügelspieler seine ersten zweieinhalb Jahre in der Liga. Während dieses Zeitraums wurde er am Ende seiner ersten Spielzeit ins Second All-Rookie-Team der OHL gewählt. Zudem erreichte er mit den Colts im Spieljahr 2009/10 die Finalserie um den J. Ross Robertson Cup, in der sie allerdings den Windsor Spitfires unterlagen. Anfang Dezember 2010 wurde der Stürmer dann innerhalb der Liga zu den Niagara IceDogs transferiert. Wenige Tage später wurde er zur Spielzeit 2011/12 von den Vancouver Canucks aus der National Hockey League (NHL) als Free Agent unter Vertrag genommen, nachdem Archibald im NHL Entry Draft unberücksichtigt geblieben war. Bei den Niagara IceDogs beendete der Kanadier schließlich seine Juniorenkarriere im Frühjahr 2011.
Mit Beginn des Spieljahres 2011/12 kam Archibald in den Farmteams der Canucks zu Einsätzen. Zwischen 2011 und 2013 lief er dabei für die Chicago Wolves in der American Hockey League (AHL) und die Kalamazoo Wings in der ECHL auf. Zur Saison 2013/14 stand der Angreifer im Kader der Utica Comets aus der AHL, die als der neue Kooperationspartner Vancouvers fungierten. In den folgenden fünfeinhalb Jahren bis zum Januar 2019 gehörte Archibald hauptsächlich dem Kader der Comets an und fungierte ab der Saison 2016/17 als einer der Assistenzkapitäne des Teams. Ebenso kam er ab dem Spieljahr 2013/14 sporadisch zu Einsätzen für die Vancouver Canucks in der NHL. Nach 16 Spielen in dieser Saison folgten weitere 27 in der Spielzeit 2017/18. Nachdem der Offensivakteur in der folgenden Saison wieder einige Spiele für die Canucks bestritten hatte, wurde er Anfang Januar 2019 gemeinsam mit Torwart Anders Nilsson zu den Ottawa Senators transferiert. Diese gaben im Gegenzug Tom Pyatt und Mike McKenna an Vancouver ab.
Nach der Saison 2018/19 unterzeichnete Archibald im Juli 2019 einen auf die AHL beschränkten Vertrag bei den Toronto Marlies. Diese gaben ihn im Februar 2020 im Tausch für Trent Bourque an die Belleville Senators ab, sodass er an seine Wirkungsstätte des Vorjahres zurückkehrte. Im Januar 2021 wurde Archibald von den Vienna Capitals aus der ICE Hockey League verpflichtet und absolvierte für diese 25 Spiele, in denen er 21 Scorerpunkte sammelte. Im Juni desselben Jahres erhielt er einen Einjahresvertrag bei den Grizzlys Wolfsburg aus der Deutschen Eishockey Liga (DEL). Der Vertrag wurde in der Folge zunächst um ein, später um zwei Jahre bis zum Sommer 2025 verlängert.
Zur Spielzeit 2025/26 heuerte Archibald beim ungarischen Klub Fehérvár AV19 im Spielbetrieb der ICE Hockey League an.

## Erfolge und Auszeichnungen
- 2009 OHL Second All-Rookie Team

## Karrierestatistik

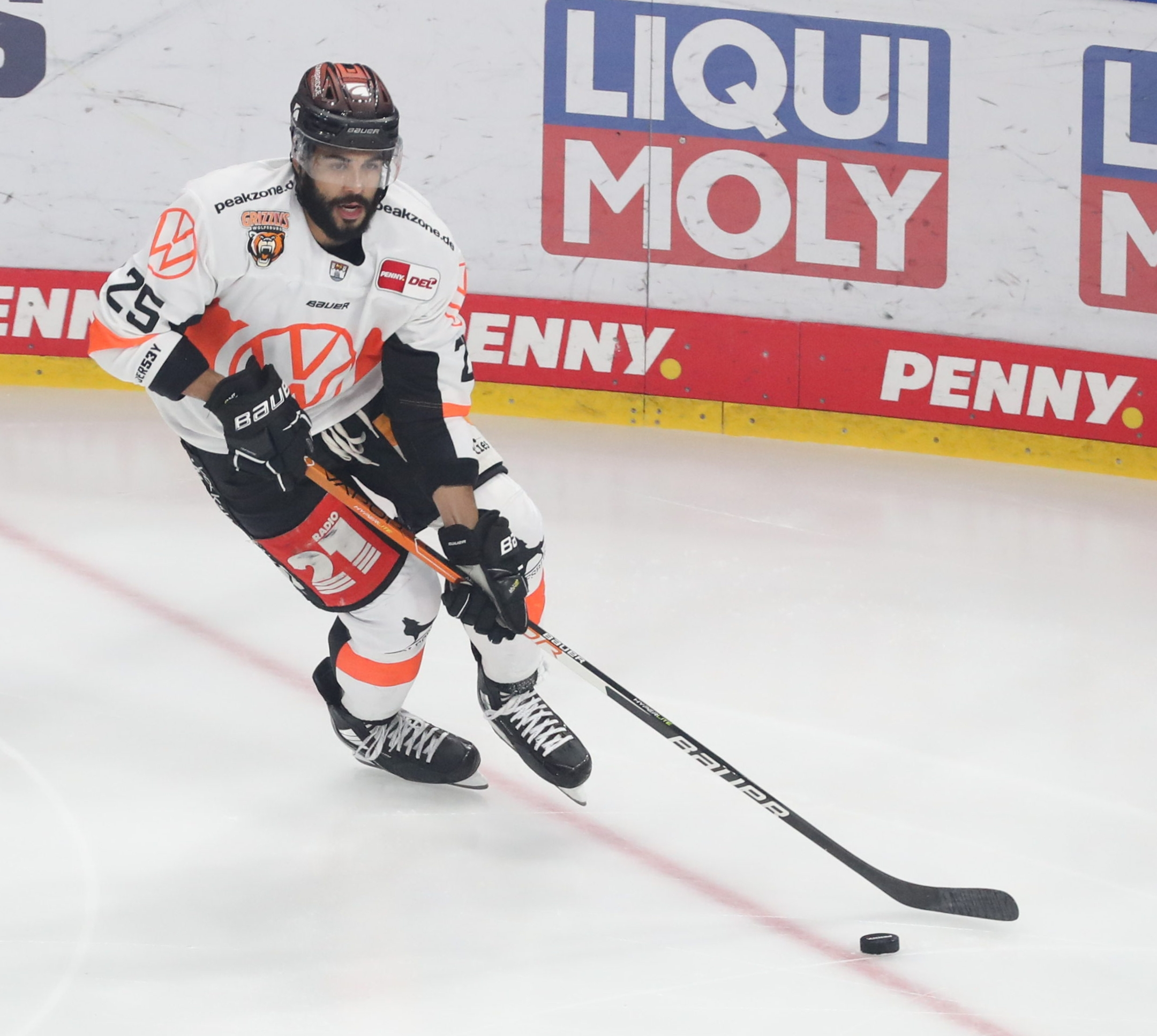
Archibald als Spieler der Grizzlys Wolfsburg (2022)

Stand: Ende der Saison 2024/25
(Legende zur Spielerstatistik: Sp oder GP = absolvierte Spiele; T oder G = erzielte Tore; V oder A = erzielte Assists; Pkt oder Pts = erzielte Scorerpunkte; SM oder PIM = erhaltene Strafminuten; +/− = Plus/Minus-Bilanz; PP = erzielte Überzahltore; SH = erzielte Unterzahltore; GW = erzielte Siegtore; 1 Play-downs/Relegation; Kursiv: Statistik nicht vollständig)